# タウファオリヴェ
タウファ オリヴェ（Taufa Olive、1991年6月5日 - ）は、ジャパンラグビーリーグワントヨタヴェルブリッツに所属するラグビー選手。

## プロフィール
- トンガ出身[1]。
- ポジションはナンバーエイト(No8)。
- 身長 182 cm、体重 104 kg
- U20日本代表に選ばれたことがある[2]。

## 略歴
2011年、正智深谷高校卒業後、埼玉工業大学に入る。なお正智深谷高校時代、高校日本代表候補に選ばれたことがある。
2015年、埼玉工業大学卒業後、トヨタ自動車ヴェルブリッツ(現・トヨタヴェルブリッツ)に加入。同年11月14日に行われたジャパンラグビートップリーグ第1節のヤマハ発動機ジュビロ戦に途中出場で公式戦初出場を果たす。